# Проуз, Франсин
Франси́н Проуз (англ. Francine Prose; род. 1 апреля 1947, Нью-Йорк, США) — американская писательница, журналист, критик. Преподаватель литературы в Bard College. Бывший президент организации «PEN America».

## Биография
Франсин Проуз родилась 1 апреля 1947 года в Бруклине, в еврейской семье. В 1968 году окончила Радклиффский колледж. В 1988 году стала обладательницей премии «PEN Translation», присужденной за перевод рассказов Иды Финк. Грант «Guggenheim» Проуз получила в 1991 году.
Роман писательницы «The Glorious Ones» был переработан как мюзикл и впервые поставлен в Питтсбургском театре в апреле 2007 года. В дальнейшем постановка имела успех и была представлена на Бродвейских сценах, а также в Лондоне (Великобритания) и Торонто (Канада).
Должность президента общественной организации «PEN America» (ранее «PEN American Center»), занимающейся продвижением и популяризацией литературы, Франсин Проуз получила в марте 2007 года. До этого пост занимал американский писатель Рон Черноу. Срок исполнения обязанностей Проуз составлял 1 год, однако в 2008 году ее избрали на второй срок. Писательница выступала в качестве судьи на «PEN/Newman’s Own Award», литературной премии, присуждаемой за свободу слова, выраженную в произведениях.
Одно из самых известных произведений Франсин Проуз, — роман «Голубой ангел» (англ. «Blue Angel»), в основе сюжета которого лежит история отношений профессора и его студентки, в 2000 году стал финалистом американской Национальной книжной премии (англ. National Book Award). Роман «Household Saints» был положен в основу одноименного фильма режиссера Нэнси Савоки.
В 2006 году Проуз стала обладательницей награды «Rome Prize» — ежегодной американской премии художников и ученых.
В 2010 году Франсин Проуз была награждена медалью университета Вашингтона, которую вручают за выдающиеся заслуги в области литературы и искусства, а также денежным призом в размере 25000$.

## «Голубой ангел»
В «университетском романе» Франсин Проуз «Голубой ангел» (2000 год) отчетливо прослеживаются аллюзии к роману Натаниэля Готорна «Алая буква» (1850 год). Проуз продолжает антипуританскую традицию в своем произведении. В основе сюжета лежит любовная интрига немолодого профессора Юстонского колледжа Теодора Свенсона с юной студенткой Анжелой Арго, которая становится причиной гибели его супружеской жизни, а также преподавательской карьеры («ни жены, ни работы, ни дома»).
Финал романа представляет собой суд — «разбирательство по делу домогательства преподавателя по отношению к своей студентке», инициированное Анжелой. Приглашенные свидетели дают показания, говорящие о виновности Свенсона: его уличали в склонности к сексуальным домогательствам; стало известно, что он читал стихи сексуального содержания (написанные Анжелой), а его студенты писали рассказы, в которых люди вступали в интимную связь с животными и т. д. Сама пострадавшая Анжела Арго предстаёт в суде невинной девушкой. Однако сборник написанных ею стихов символизирует клеймо, а саму девушку можно сравнить с ужасной гарпией, которая перевоплотилась в хрупкое существо. Таким образом, в романе Франсин Проуз пуританское направление полемизирует с антипуританским.